# Skokanské můstky v Harrachově
Skokanské můstky v Harrachově tvoří areál můstků určených pro skoky na lyžích, které se nacházejí na svazích Čertovy hory (1023 m n. m.) v Harrachově. Celý areál se skládá z pěti můstků, světovou raritu představuje zdejší mamutí můstek určený pro lety na lyžích, který je jedním z pěti funkčních můstků tohoto typu na celém světě. Lidově se tento můstek nazývá "Čerťák".

## Historie
Harrachov se řadí mezi několik středisek v Evropě, kde se pořádají světové poháry ve skocích a letech na lyžích. Je zde několik lyžařských můstků od K30 po K185. Nejstarší skokanský můstek v Harrachově pochází z roku 1920, tzv. Teufelsschanze postavil německý Wintersportverein z iniciativy hoteliéra Erlebacha. Stál na Čerťáku a skákalo se zde okolo 30 metrů. Konalo se zde několik významných podniků mistrovství HDW, závody o Štít ˇČerťáku". Postupně se můstek zvětšoval (nejdále se zde skákalo přes 60 metrů), o dva roky později stál další můstek na Ptačinci. Na prvním můstku se od roku 1945 konal závod o Pohár Harrachovských skláren a potom v letech 1954-68 velké mezinárodní závody v klasických disciplínách. Postupně se stavěly další, až nakonec vyrostl i slavný mamutí můstek.
Areál velkých skokanských můstků byl vybudován v letech 1977-1980 na severním svahu Čertovy hory. Při stavbě byla odstřelena skála a bylo přemístěno více než 180 tisíc kubíků zeminy. Zde se nachází velký můstek K120 a mamutí můstek pro lety na lyžích K180 dnes označovaný jako HS 210, který umožňuje lety dlouhé přes 210 metrů. V areálu středních můstků postavených v roce 1952 jsou skokanské můstky K40 (kritický bod 40 m), K70 a K90.

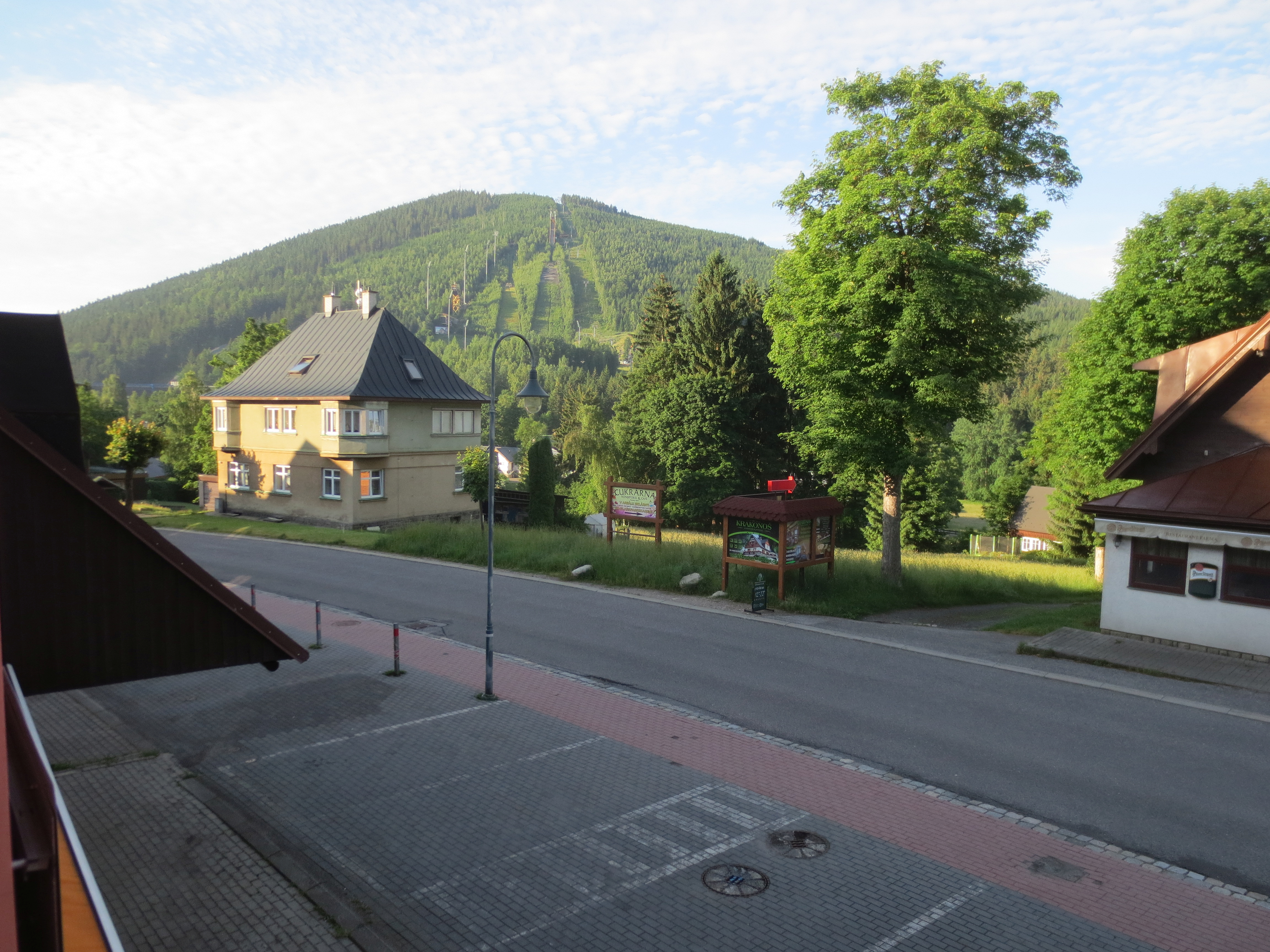
Areály skokanských můstků z Harrachova (2021)

Mimo to jsou v Harrachově na severním svaru Hřebínku (699 m n. m.) ve skokanském areálu Kaml dva dětské skokanské můstky s kritickými body 16 m a 24 m (K16, K24).
Sportovní areál Harrachov a.s. vlastní Česká unie sportu (56,5 % akcií), Svaz lyžařů České republiky (37,6 %), Město Harrachov (4,0 %) a Investiční společnost Sportlease s.r.o. Praha (1,9 %).
Skokanské můstky provozuje Areál skokanských můstků Harrachov, o.p.s. Jeden ze zakladatelů veřejné sbírky na záchranu skokanských můstků v Harrachově, projektant Josef Slavík, je od roku 2020 ředitelem ASMH, o.p.s. a též předsedou Lyžařského a turistického Bucharova klubu, který vlastní 75 % areálu skokanských můstků v Harrachově.

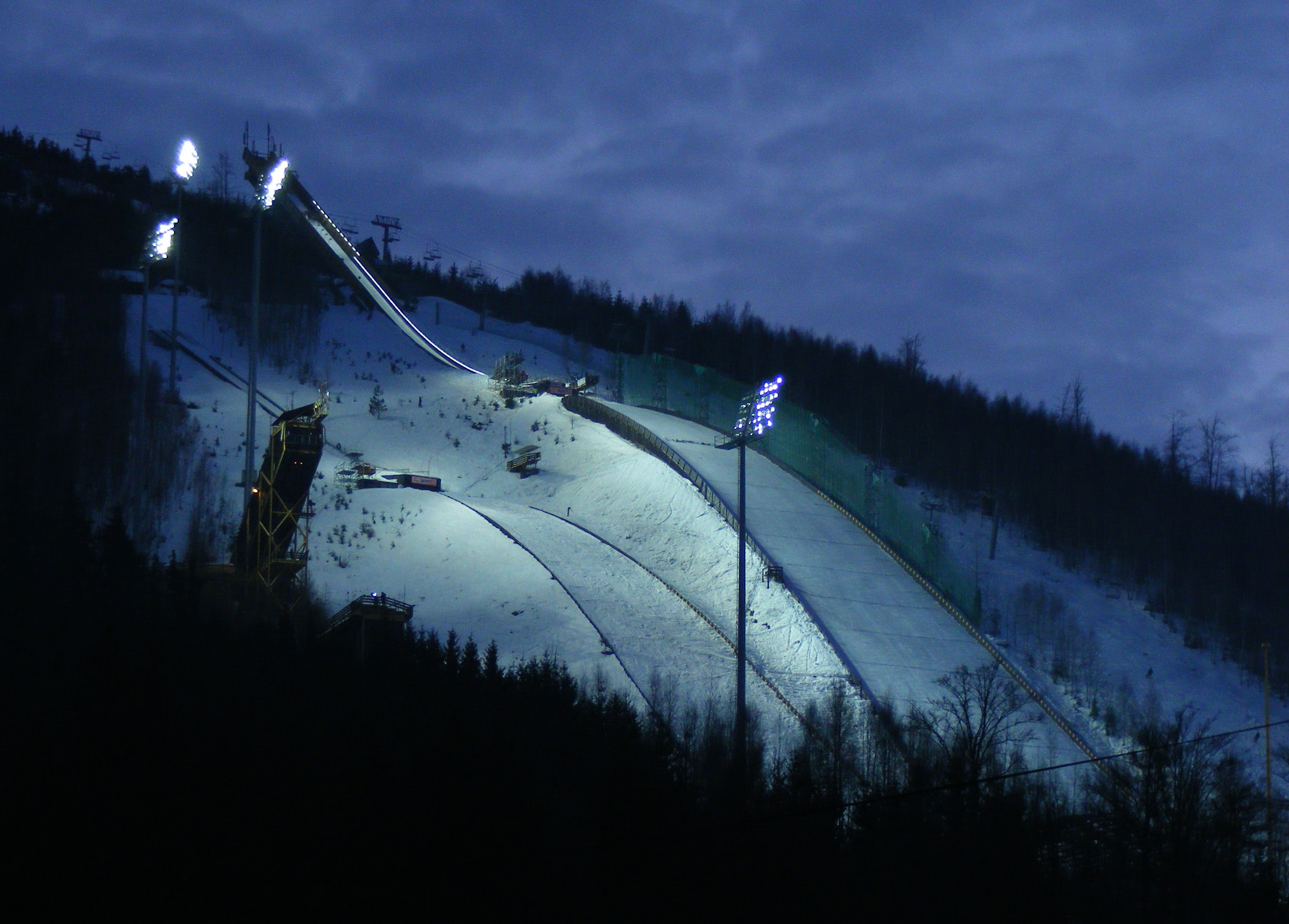
Velké skokanské můstky (2011)

## Mamutí můstek
Mamutí můstek byl dokončen v roce 1979 (K165), v roce 1982 byl upraven na K185 a konečně v 1992 byl zrenovován na HS205. Jeho konstrukční bod činí K185 m. Nájezd je dlouhý 122,5 m, průměrná nájezdová rychlost se pohybuje okolo 101 km/h. Vedle můstku vede jednosedačková lanovka, která vozila závodníky nahoru pod věž. Rekord můstku 214,5 m drží finský skokan Matti Hautamäki z 9. března 2002 a společně s ním rakouský skokan Thomas Morgenstern, který ho skočil 9. ledna 2011. Nejdelší skok 220 m skočil Jurij Tepeš ze Slovinska 2. března 2013 ale s pádem (neoficiální rekord).
Pravidelně se zde pořádalo mistrovství světa v letech na lyžích (1983, 1992, 2002, 2014) a závody světového poháru (1980, 1985, 1989, 1996, 1999, 2001, 2008, 2011, 2013). Poslední závod se měl uskutečnit 12. března 2016. Dvakrát zde padl světový rekord a v roce 1996 zde byla poprvé na světě překonána hranice 200 metrů v oficiálním závodě.
Skokanský areál je úzce spojen s Pavlem Plocem. Jeden z našich nejlepších skokanů v historii zde 18. února 1983 vytvořil světový rekord a také rekord tohoto můstku 181 m. O dva dny později obsadil druhé místo v závodech Mistrovství světa v letech na lyžích. V závodech světového poháru 3. místa obsadili Jiří Parma (1985), Jaroslav Sakala (1996), Roman Koudelka (2011) a Jan Matura (2013). Matura o dva roky později (2013) získal 2. místo.
Od roku 2014 je můstek pro špatný stav uzavřen, propadl se totiž rošt na bubnu a na dopadu. Problémem jsou i pozemky pod můstky, které patří státu a spravuje je Úřad pro zastupování státu ve věcech majetkových (ÚZSVM). V roce 2020 Svaz lyžařů České republiky a Liberecký kraj uspořádaly výběrové řízení na realizaci projektu rekonstrukce areálu. Výběrové řízení vyhrála polská společnost Archigeum ze Zielonky poblíž Bydhoště. Svaz lyžařů ČR již v říjnu roku 2019 stáhl kandidaturu na pořádání MS v letech kvůli nevyřešeným majetkoprávním vztahům v harrachovském areálu. Mistrovství světa v letech na lyžích v roce 2024 se místo Harrachova uskuteční na Kulmu v rakouském středisku Bad Mitterndorf/Tauplitz.

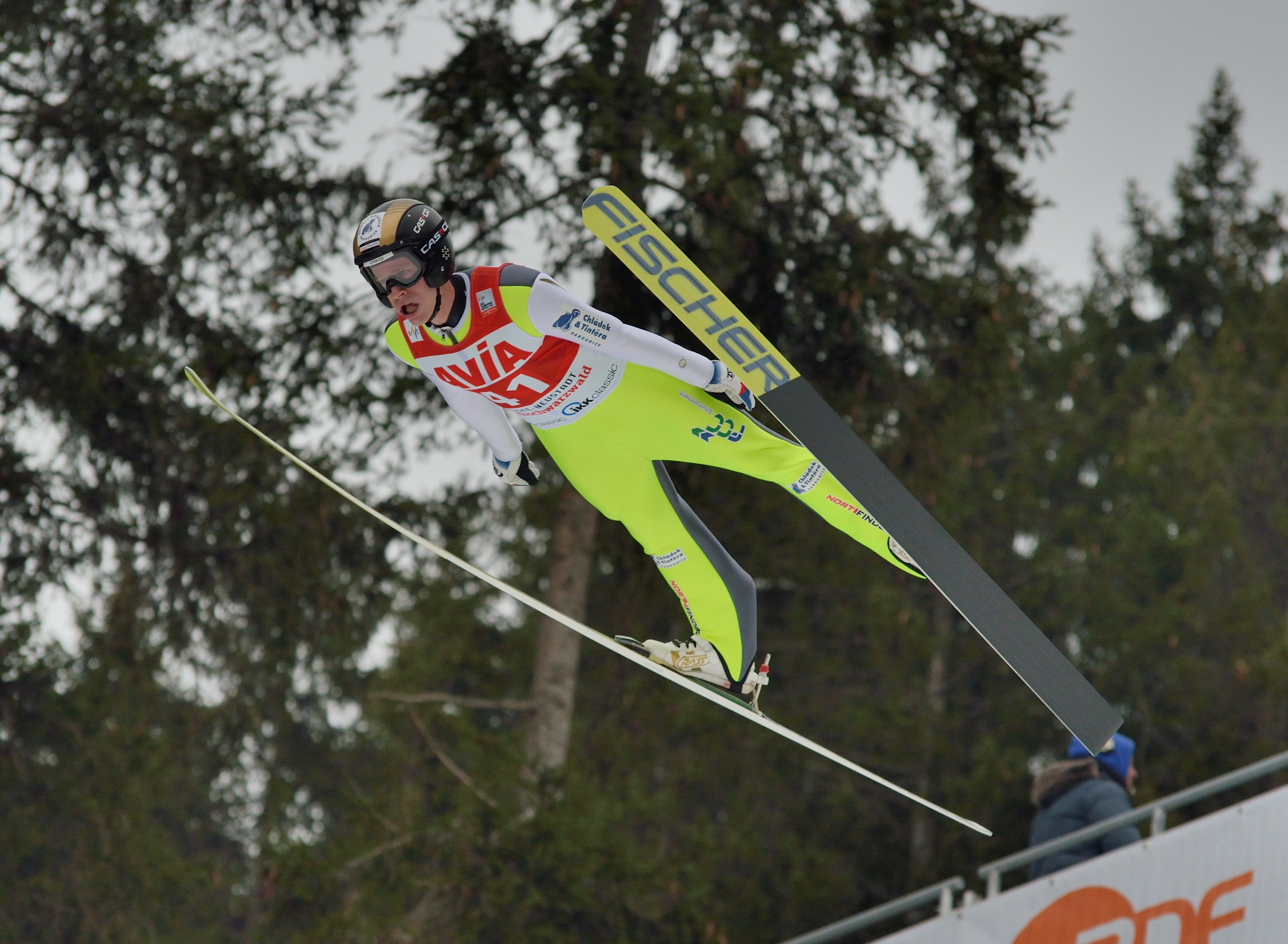
Roman Koudelka (2016)

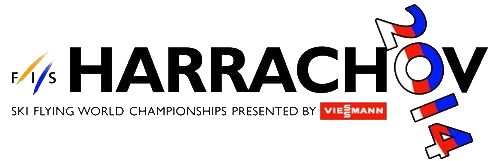
Logo Harrachov 2014 FIS Mistrovství světa v letech na lyžích

### Výsledky závodů na mamutím můstku
| Datum         | 1. místo                    | 2. místo                 | 3. místo                | Druh závodu                      |
| ------------- | --------------------------- | ------------------------ | ----------------------- | -------------------------------- |
| 27.-30.3.1980 | Steve Collins (CAN)         |                          |                         | volný závod K165                 |
| 19.-20.3.1983 | Klaus Ostwald (GDR)         | Pavel Ploc (ČSSR)        | Matti Nykänen (FIN)     | Mistrovství světa v letech K185  |
| 23.2.1985     | Ole Gunnar Fidjestøl (NOR)  | Miran Tepeš (YUG)        | Jiří Parma (ČSSR)       | Světový pohár K185               |
| 13.3.1989     | Ole Gunnar Fidjestøl (NOR)  | Mike Holland (USA)       | Jan Boklöv (SWE)        | Světový pohár K185               |
| 21.-22.3.1992 | Noriaki Kasai (JPN)         | Andreas Goldberger (AUT) | Roberto Cecon (ITA)     | Mistrovství světa v letech K185  |
| 9.3.1996      | Andreas Goldberger (AUT)    | Christof Duffner (GER)   | Jaroslav Sakala (CZE)   | Světový pohár K185               |
| 13.1.2001     | Adam Małysz (POL)           | Martin Schmitt (GER)     | Risto Jussilainen (FIN) | Světový pohár K185               |
| 14.1.2001     | Adam Małysz (POL)           | Janne Ahonen (FIN)       | Martin Schmitt (GER)    | Světový pohár K185               |
| 10.3.2002     | Sven Hannawald (GER)        | Martin Schmitt (GER)     | Matti Hautamäki (FIN)   | Mistrovství světa v letech K185  |
| 20.1.2008     | Janne Ahonen (FIN)          | Tom Hilde (NOR)          | Anders Jacobsen (NOR)   | Světový pohár HS205              |
| 8.1.2011      | Martin Koch (AUT)           | Thomas Morgenstern (AUT) | Adam Małysz (POL)       | Světový pohár HS205              |
| 9.1.2011      | Thomas Morgenstern (AUT)    | Simon Ammann (SUI)       | Roman Koudelka (CZE)    | Světový pohár HS205              |
| 3.2.2013      | Gregor Schlierenzauer (AUT) | Jan Matura (CZE)         | Jurij Tepeš (SLO)       | Světový pohár HS205              |
| 15.3.2014     | Severin Freund (GER)        | Anders Bardal (NOR)      | Peter Prevc (SLO)       | Mistrovství světa v letech HS205 |

## Velký můstek

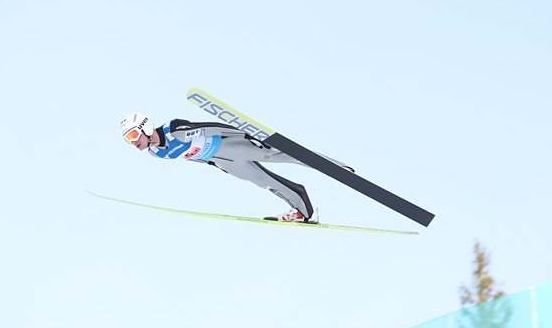
Jakub Janda (2012)

Velký můstek byl dokončen v roce 1979, v letech 1992 a 2004 byl zrenovován. Na podzim 2004 prošel můstek menší rekonstrukcí, kdy byla dopadová plocha jinak zprofilována a přizpůsobena tak současným standardům FIS. Konstrukční bod byl posunut o 5 m na K125 m a HS na 142 m. Nájezd je dlouhý 107,8 m, průměrná nájezdová rychlost se pohybuje okolo 94 km/h. Pořádaly se zde závody světového poháru. Rekord můstku 151,5 m drží rakouský skokan Martin Koch, který ho vytvořil při závodech Kontinentálního poháru 17. prosince 2004.
Závody světového poháru skokanů se zde uskutečnily v letech 1981, 1983-4, 1986, 1989-90, 1996, 1998-9, 2004-5 a 2011. Také tento můstek je po posledním závodě v roce 2011 uzavřen a bude opraven společně s mamutím můstkem.
Prvním československým vítězem závodu světového poháru v Harrachově byl Pavel Ploc, který zde vyhrál v roce 1983. O rok později zde zvítězil Jiří Parma. Mezi vítěze se zapsal v roce 2005 i Jakub Janda.

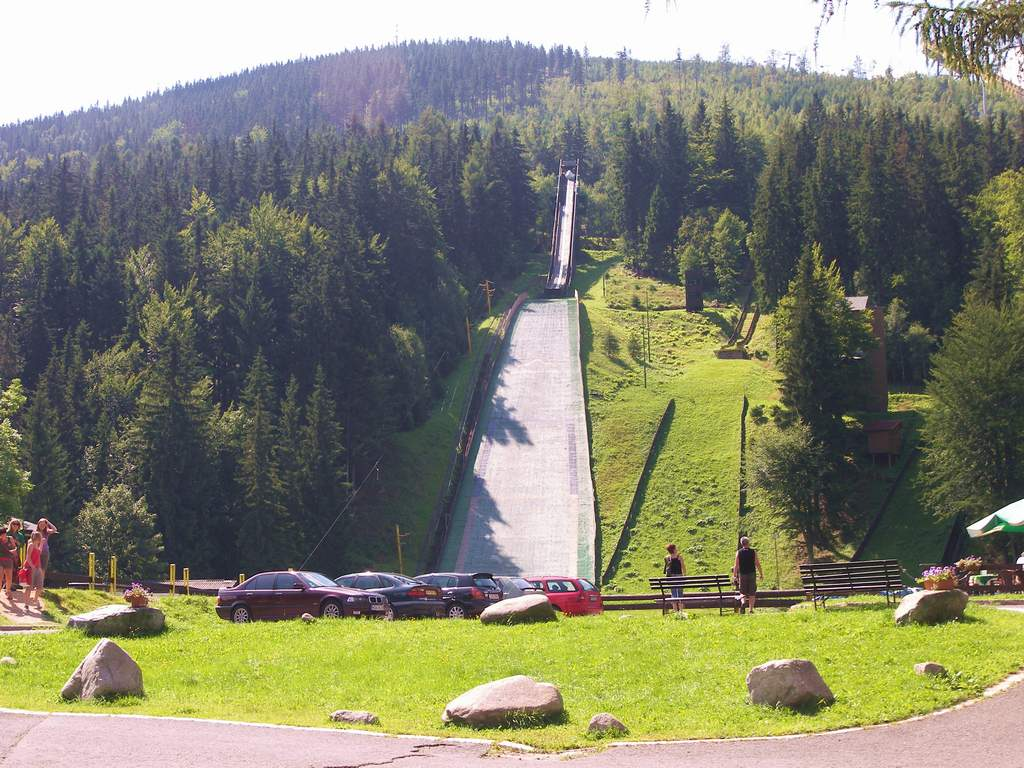
Areál středních můstků K90, K70 a K40 (2009)

## Střední můstek

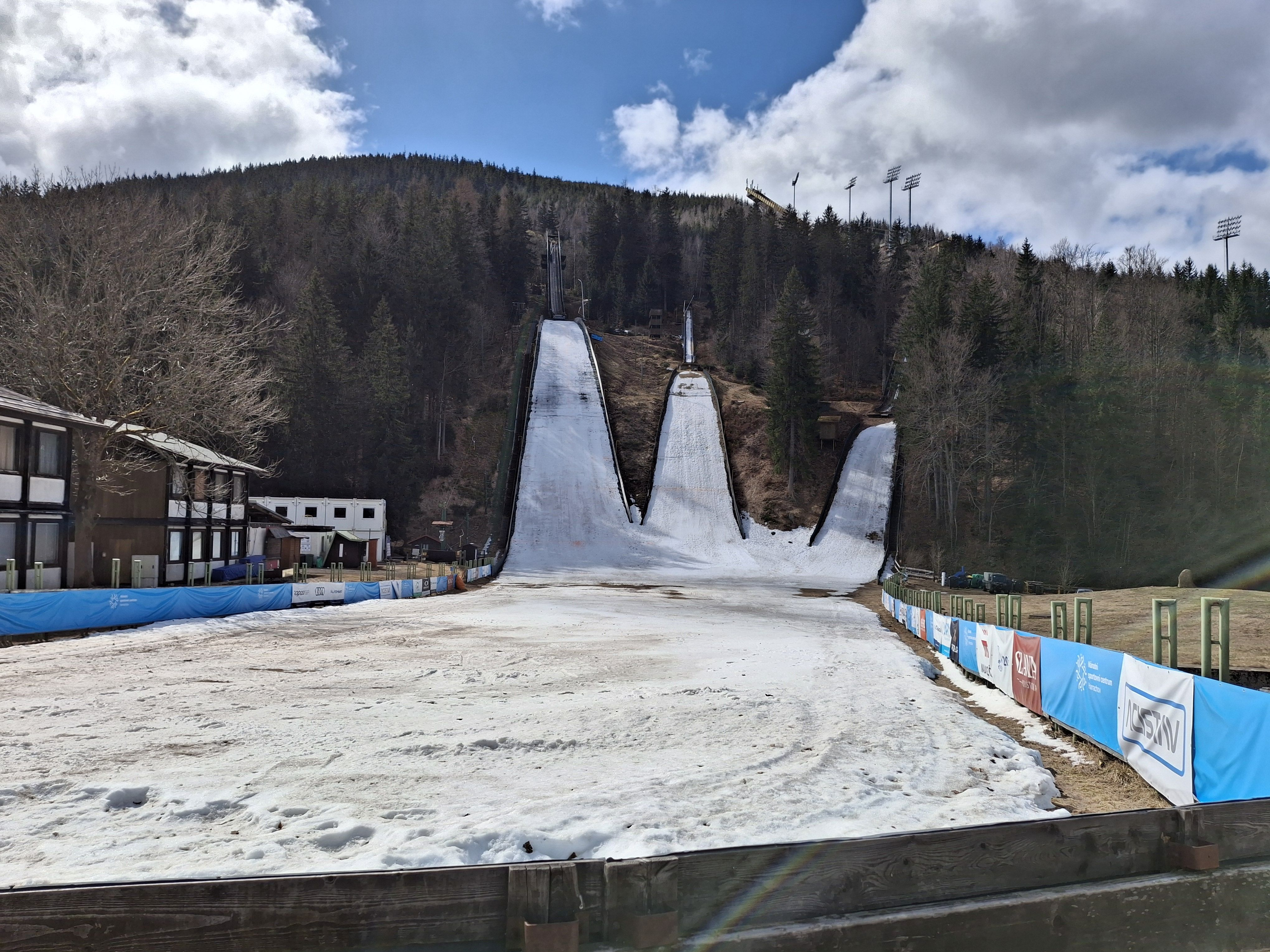
Střední můstky v Harrachově (duben 2025, po mistrovství republiky v rychlostním lyžování na bubnu K90)

V areálu středních můstků byl původní můstek v roce 1952 podle projektu Karla Jarolímka přestavěn. Zároveň byl vedle něj vybudován menší 50-metrový můstek a později i malý "Pionýr" pro žáky. V roce 1956 byl nejmenší můstek jako první v Československu a jako druhý na světě pokryt umělou hmotou. V 70- letech prošel největší ze středních můstků celkovou rekonstrukcí a od roku 1998 je pokryt novou hmotou. Střední můstek se používá především pro skokanskou část závodů i světového poháru v severské kombinace, ale konalo se zde v roce 1993 i Mistrovství světa juniorů a v roce 2002 Mistrovství světa veteránů. Konstrukční bod můstku činí K90 m, HS100 m. "Letní" rekord můstku 102,5 m drží český skokan Roman Koudelka, který jej skočil v létě na umělé hmotě. Jako oficiální rekord se uvádí výkon norského skokana Wilhelma Brehma 101,5 m z roku 1997. Poslední závod, který se na tomto můstku konal, byl závod Poháru FIS ve dnech 11. a 12. března 2016. V roce 2020 byl můstek díky úsilí mnoha dobrovolníků, veřejné sbírce, Svazu lyžařů ČR, Libereckému kraji, sponzorům a nadšeným fandům opraven (vč. sousedních K70 a K40) a opět jej využívají pro trénink reprezentanti ČR ve skocích i v severské kombinaci. Všechny tři můstky mají moderní profil navržený Josefem Slavíkem a odpovídají přísným pravidlům FIS. V únoru se zde měl na K90 uskutečnit závod MČR v severské kombinaci, ale vzhledem ke covidové situaci byl závod zrušen. V neděli 16. března 2025 se v Harrachově uskutečnilo mistrovství republiky s mezinárodní účastí ve skocích na lyžích. Na středním můstku byli republikovými šampiony korunováni Roman Koudelka a Karolína Indráčková. Medaile byly rozdávány rovněž v juniorské kategorii, ve které zlato vybojoval David Rygl. R. Koudelka tak zopakoval na stejném můstku své vítězství z loňského roku (21. 2. 2024). Ve skokanském areálu v Harrachově na "bubnu" středního můstku K90 uspořádal lyžařský oddíl HARRANTI Ski Team Harrachov 5. dubna 2025 otevřené mistrovství republiky v rychlostním lyžování (MR Speed Ski), kterého se zúčastnily i legendy jako Petr Záhrobský, Radek Čermák, Edvard Foldyna atd. Zvítězil Radim Palán před Karlem Lankem a Petrem Mudrou.

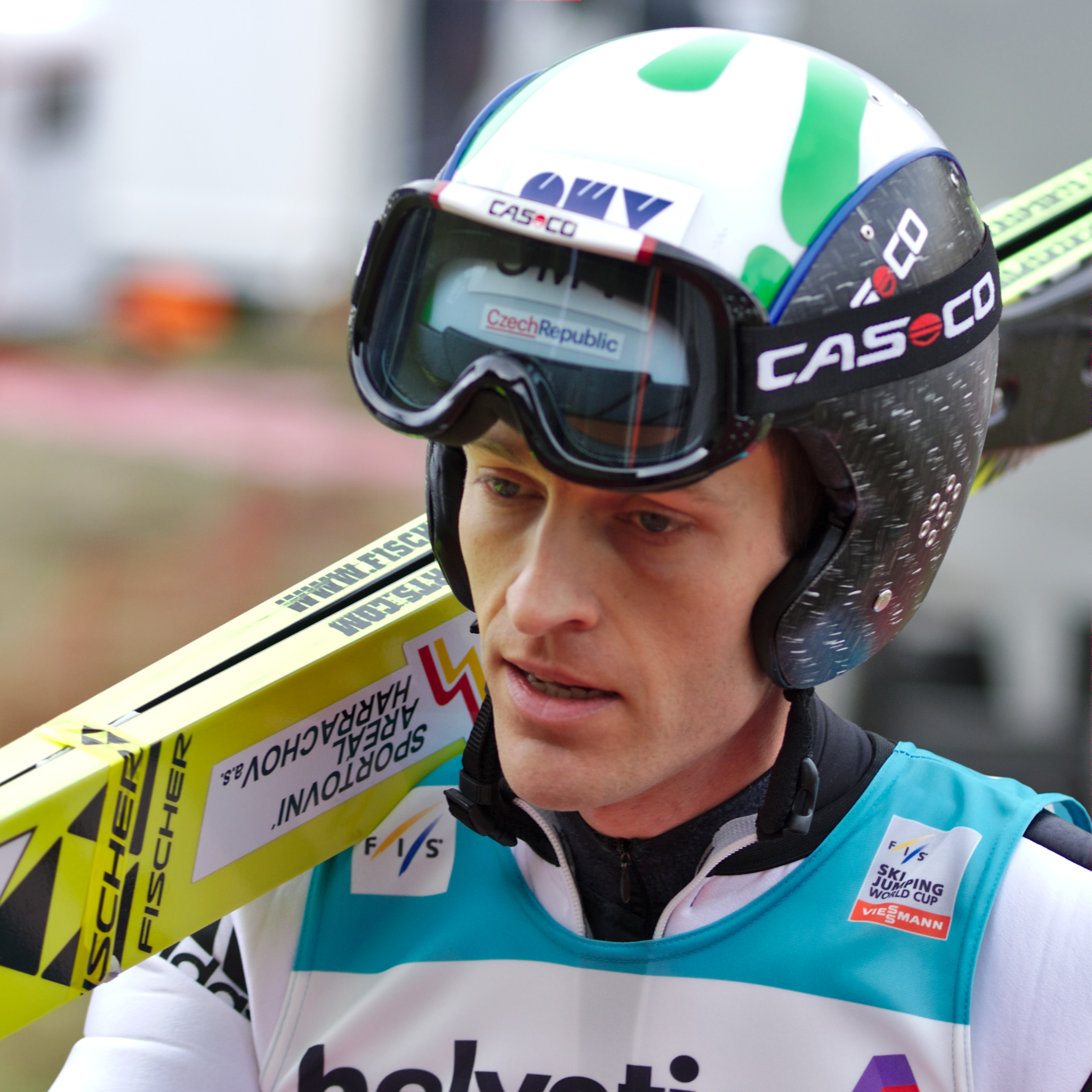
Jan Matura (2014)

## Další můstky
Kromě již tří zmíněných můstků se zde nacházejí ještě další dva. Rekord můstku s konstrukčním bodem K70 m/HS 73 m drží Jan Matura, který zde v roce 1996 skočil 77 m. V lednu 2021 (16.-17.) se na tomto můstku uskutečnily dva závody FIS Youth Cup v severské kombinaci.
Nejmenší můstek má konstrukční bod K40 m, rekord 43,5 m od roku 1999 drží František Vaculík.